# Dolerophyle
Dolerophyle là một chi bướm đêm thuộc họ Geometridae.

## Các loài
- Dolerophyle nerisaria (Walker, 1860)